# Коста Маснага
Коста Маснага (итал. Costa Masnaga) је насеље у Италији у округу Леко, региону Ломбардија.
Према процени из 2011. у насељу је живело 3775 становника. Насеље се налази на надморској висини од 312 м.

## Становништво
| 1936. | 1951. | 1961. | 1971. | 1981. | 1991. | 2001. | 2011. |
| ----- | ----- | ----- | ----- | ----- | ----- | ----- | ----- |
| 2.853 | 3.199 | 3.387 | 3.834 | 4.177 | 4.331 | 4.385 | 4.751 |